# Ualata
Ualata (em árabe: ولاته‎‎; romaniz.: Walatah; em francês: Oualata), também conhecida como Biru nas crônicas do século XVII, é uma pequena cidade-oásis no sul da Mauritânia, situada na extremidade oriental da bacia de Aucar. Ualata foi uma relevante cidade caravaneira nos séculos XIII e XIV, tendo atuado como terminal sul duma das rotas do comércio transaariano do Sudão Ocidental, e atualmente está listada como Patrimônio Mundial.

## História
Crê-se que Ualata foi assentada originalmente por pastores-agricultores aparentados com os soninquês que viviam ao longo dos promontórios rochosos de Tichite-Ualata e os penhascos de Tagante na Mauritânia que defrontaram a bacia de Aucar. Lá, construíram aqueles que seriam alguns dos mais antigos assentamentos em pedra do continente africano. A cidade formou parte do Império do Gana e enriqueceu através do comércio. No começo do século XIII, Ualata substituiu Audagoste como principal terminal sul do comércio transaariano do Sudão Ocidental e desenvolveu-se num importante centro comercial e religioso.
Por volta do século XIV, a cidade tornar-se-ia parte do Império do Mali. Como relatado pelo viajante marroquino do século XIV ibne Batuta, uma importante rota transaariana começou em Sijilmassa e passou através de Tagaza, notória por suas minas de sal, e terminou em Ualata. Segundo ele os habitantes de Ualata eram muçulmanos e principalmente massufas, uma fração dos sanhajas. Ibne Batuta surpreendeu-se com o respeito e independência que as mulheres gozaram. De seu relato é possível obter uma breve descrição da cidade:
| “ | Minha estadia em Iualatam (Ualata) durou aproximados 50 dias; e eu fui honrado e entretido por seus habitantes. É um lugar excessivamente quente, e possui algumas pequenas tamareiras, na sombra das quais eles semeiam melancias. Sua água vem de leitos subterrâneos nesse ponto, e há muita carne de cordeiro para ser comida." | ” |

Da segunda metade do século XIV Tombuctu gradualmente substituiu-a como terminal sul da rota transaariana e Ualata declinou em importância. O diplomata viajante e autor árabe Leão Africano, que visitou a região em 1509-1510, fornece uma descrição de Ualata em seu livro Descrição da África: "Reino de Ualata: esse é um reino pequeno, e de condição medíocre comparado aos outros reinos dos negros. De fato, os únicos lugares habitados são três grandes vilas e algumas cabanas espalhadas entre palmeiras.
A cidade antiga cobre uma área de aproximados 600 metros por 300 metros, parte da qual está atualmente em ruínas. Os edifícios em arenito estão revestidos com adobe e alguns estão decorados com padrões geométricos. A mesquita agora localiza-se na porção oriental da cidade, mas em períodos precedentes pode ter estado circundada por outros edifícios. O historiador francês Raymond Mauny estimou que na Idade Média a cidade poderia ter acomodado entre 2 000 e 3 000 habitantes. Hoje, Ualata abriga um museu de manuscritos e é conhecida por sua arquitetura vernacular altamente decorativa. Foi feita um Patrimônio Mundial da UNESCO em 1996 junto com Uadane, Chingueti e Tichite.